# Marmolada - Move to the top
La funivia Marmolada - Move to the top è un impianto di risalita che, lungo il versante bellunese della Marmolada, consente di salire da Malga Ciapela (1450 m) alla stazione denominata “Punta Rocca” (3265 m, collocata nelle immediate vicinanza di Punta Ombretta), passando per le stazioni intermedie di Coston d'Antermoja (2350 m) e Serauta (2950 m).
L'impianto è gestito dalla società Marmolada Srl, fondata nel 1965.

## Storia

La costruzione dell'impianto di arrivo a Serauta, nel 1966

Tra 1963 e 1965 ci fu un periodo di progettazione, che prevedeva una portata di 400 persone all'ora. Nel 1965 iniziò la costruzione della prima tratta fino a Serauta, inaugurata l'8 dicembre 1967. Nel 1970 vi fu il completamento del terzo tronco di funivia fin nei pressi di Punta Ombretta, chiamandola però “Punta Rocca”, cima che in realtà si trova di fronte a quota 3309 m.

Giovanni Paolo II a bordo della funivia della Marmolada, il 26 agosto 1979.

Nel 1979 papa Giovanni Paolo II visitò l'impianto e consacrò una statua della Madonna “Regina delle Dolomiti”, conservata nella grotta della stazione di Punta Rocca, realizzata dagli alpini della Brigata Cadore.
Tra 2004 e 2005 fu potenziato l'impianto fino ad arrivare alla capacità di 1000 persone all'ora.
Nel 2010 è stata realizzata la terrazza panoramica alla stazione a monte, a 3265 metri sul livello del mare, la terrazza panoramica la più alta delle Dolomiti.
Nel 2015 è stato inaugurato il museo Marmolada - Grande Guerra 3000m, presso la stazione di Serauta, il museo più alto d'Europa.
Nel 2017 è stata rinnovata la stazione "Punta Rocca", con due nuovi ascensori chiamati “Rocca” e “Penia”, e l'inaugurazione di una mostra fotografica per celebrare i primi 50 anni di attività.